# 킬링 (드라마)
킬링(The Killing)은 2011년 4월 3일부터 2014년 8월 1일까지 AMC/넷플릭스에서 방영된 드라마로, 덴마크의 TV 시리즈 포르브뤼델센을 원작으로 한다.

## 캐스트
- 미레유 에노스 - 세라 린든(Sarah Linden)
- 빌리 캠벨 - 대런 리치먼드(Darren Richmond)
- 요엘 킨나만 - 스티븐 홀더(Stephen Holder)
- 미셸 포브스 - 미치 라슨(Mitch Larsen)
- 브렌트 섹스턴 - 스탠 라슨(Stan Larsen)
- 크리스틴 레먼 - 궨 이턴(Gwen Eaton)
- 에릭 라딘 - 제이미 라이트(Jamie Wright)
- 브렌던 섹스턴 3세 - 벨코 로이스(Belko Royce)
- 제이미 앤 올먼 - 테리 머렉(Terry Marek)
- 애니 콜리 - 리자이 다널(Regi Darnell)
- 리엄 제임스 - 잭 린든(Jack Linden)